# Play School
Play School foi uma série de televisão infantil britânica produzida pela BBC, tendo sido exibida entre 21 de abril de 1964 e 11 de março de 1988. Idealizada por Joy Whitby, acidentalmente se tornou o primeiro programa a ser exibido no canal BBC2 depois que um corte de energia interrompeu a programação da noite de abertura. Mais tarde, tornou-se o primeiro programa para crianças a ser mostrado em cores por esse canal. Play School apareceu originalmente em dias de semana, às 11h, na BBC2 e, mais tarde, passou a ser reprisada no meio da tarde pela BBC1. A exibição das manhãs foi transferida para a BBC1 em setembro de 1983, quando Schools BBC foi transferido para a BBC2. Continuou a ser transmitido até que foi substituído, em outubro de 1988, por Playbus, que logo se tornou Playdays.
Quando a BBC desistiu da edição vespertina de Play School em setembro de 1985,
para dar lugar a uma variedade de programas infantis na parte da tarde, uma compilação foi lançada nas manhãs de domingo, com o nome Hello Again!.
Havia várias sequências de abertura para Play School durante sua exibição, a primeira sendo "Here's a house, here's a door. Windows: 1 2 3 4, ready to knock? Turn the lock - It's Play School" (Aqui está uma casa, aqui está uma porta. Janelas: 1 2 3 4, pronto para bater? Gire a trava - É Play School). Esta mudou na década de 70 para "A house, with a door, 1 2 3 4, ready to play, what's the day?  It's..." (A casa, com uma porta, 1 2 3 4, pronto para jogar, o que é o dia? É...). Nesta versão cortinas eram abertas nas janelas quando os números eram ditos. As persianas já não eram destaque no final da década de 1970 e a palavra "windows" (janela) foi adicionada antes  "1 2 3 4".
A sequência de abertura final envolveu uma casa multicolorida, sem janelas aparentes. Esta foi usada a partir de 1983 até ao final do programa. Foi a reformulação mais radical do programa como um todo (não apenas nos títulos de abertura). A legenda de abertura tornou-se, em seguida, "Get ready - to play. What's the day?  It's..." (Prepare-se - para jogar. Qual é o dia? É...).
Entre os apresentadores estavam incluídos: o primeiro anfitrião negro de um programa infantil, Paul Danquah; Brian Cant, que permaneceu no show por 21 anos; a atriz Julie Stevens; os ex-cantores pop Lionel Morton e Toni Arthur; o casal Eric Thompson e Phyllida Law; a modelo italiana Marla Landi; e o produtor Brian Jameson. O apresentador britânico Don Spencer também apareceu na versão australiana.

## Vendas e adaptações no exterior
Play School foi vendida para a Austrália, sendo seguida por uma produção local. A versão australiana foi produzida a partir de 1966. Da mesma forma, a Nova Zelândia comprou o programa antes de realizar uma versão própria entre 1975 e 1990. A adaptação canadense chamou-se Polka Dot Door.
Outros países, incluindo Noruega, Suíça, Áustria, Itália, Espanha e Israel, foram abastecidos com scripts e segmentos de filme para que eles pudessem produzir suas próprias versões.
O clássico Sesame Street, cuja versão brasileira ganhou o nome de Vila Sésamo e a portuguesa de Rua Sésamo, foi um derivado de Play School, adotando seu "forte estilo visual, sua ação em movimento rápido, humor e musica".

## Apresentadores
O primeiro show foi apresentado por Virginia Stride e Gordon Rollings. Outros apresentadores ao longo dos 24 anos do programa incluem:
| - Rick Jones - Paul Danquah - Carole Ward - Brian Cant - Eric Thompson e sua esposa Phyllida Law - Julie Stevens - Terry Frisby (como Terence Holland) - Marla Landi - Gordon Clyde - Valerie Pitts - Colin Jeavons - Carol Chell - Miranda Connell - Johnny Ball | - Lionel Morton - Chloe Ashcroft - Diane Dorgan - Johnny Silvo - Derek Griffiths - Sarah Long - Toni Arthur - Don Spencer - Fred Harris - Carmen Munroe - Carol Leader - Stuart McGugan - Chris Tranchell - Floella Benjamin | - Ben Bazell - Sheelagh Gilbey - Elizabeth Millbank - Ben Thomas - Lucie Skeaping - Iain Lauchlan - Patrick Abernethy - Elizabeth Watts - Brian Jameson - Wayne Jackman - Jane Hardy - Stuart Bradley - Kate Copstick - Wally Whyton |

Em muitos casos, cinco programas eram produzidos no espaço de dois dias, com um dia de ensaio e um dia de gravação.

## Bonecos
Os apresentadores foram acompanhados por um elenco de apoio de pelúcias e bonecos. Os cinco regulares incluíam:
- Humpty, um grande brinquedo verde escuro em forma de ovo com calças verdes, que lembrava o Humpty Dumpty da rima infantil. Apareceu no primeiro programa, em abril de 1964, e foram feitas várias versões.
- Big Ted e Little Ted, ursos de pelúcia. (Originalmente, havia apenas um Teddy. No entanto, este foi roubado em meados de 1970 e substituído por dois Teds.)
- Jemima, uma boneca de pano com longas pernas listradas em vermelho e branco.
- Hamble, era uma bonequinha e um dos cinco bonecos originais, mas saiu do show durante a década de 1980 para ser substituída por Poppy. De acordo com Joy Whitby, criador de Play School, Hamble foi escolhida como representante dos mais "injustiçados".[3] Ela era detestada pelos apresentadores por não poder ser abraçada.[4]

Segundo o site da BBC, Chloe Ashcroft "fez uma coisa terrível de Hamble. Ela só não iria sentar-se ... então um dia eu recebi uma grande agulha de tricô, uma das grandes de madeira, e eu enfiei de sua cabeça até seu traseiro. Então, ela estava completamente rígida, e ela estava muito, muito melhor depois disso ".
- Poppy, uma boneca negra que substituiu Hamble em novembro de 1986, em resposta à mudança de atitudes na sociedade (a boneca Hamble também estava ficando bastante frágil neste momento).
- Um cavalo de balanço chamado Dapple fez sua primeira aparição em maio de 1965, além de outras aparições ocasionais, quando uma música ou uma situação em particular sugeriam.

A versão final dos brinquedos foi colocada em exibição no National Media Museum, em Bradford. No entanto, Hamble desapareceu após ser excluída do programa.

## Bichos
- Katoo - uma cacatua
- Bit e Bot - peixinhos dourados
- Coelhos, incluindo Buffy, Mopsy, Peter, Benjamin e Becky
- Camundongo
- porquinhos-da-índia, incluindo Lizzy

Os animais foram tratados por Wendy Duggan, membro da Zoological Society.

## Conteúdo do show
O início de cada episódio era uma excursão para o mundo exterior através de uma tomada de três janelas: os jovens telespectadores eram convidados a adivinhar se a janela redonda, a quadrada ou a arqueada seriam escolhidas naquele dia. Uma janela triangular foi adicionado em 1983. Muitas vezes, o show era uma fábrica produzindo algo como biscoitos de chocolate, ou de serviços, como a coleta de lixo, mas uma série de assuntos foram cobertos, como animais ou peixes, barcos em um lago, crianças em um playground ou na escola, uma família que vai ao boliche, pessoas em um café, uma visita a um bazar, entre outras coisas.
No início de 1983, as janelas estavam agora sendo referidas como "formas" como em "vamos ter um olhar através de uma das formas..." Depois das formas serem alteradas para um disco giratório, o programa voltou a usar janelas que se assemelhavam àqueles utilizados no final dos anos 70, ainda que com a adição da janela triangular. Sempre que elas eram mostradas, apenas a janela que o show estava usando para o dia seria o única que poderia ser utilizada.
Cada episódio também incluía uma pequena história lida de um livro, iniciando com a checagem das horas em um relógio. Normalmente o relógio iria mostrar ou uma hora ou meia hora e os telespectadores eram convidados: "Você pode dizer que horas o relógio marca hoje? Bem, o ponteiro grande está apontando diretamente para cima, o que significa que é alguma hora - E o ponteiro pequeno está apontando para o número... dois (ou qualquer outro). Então, hoje, o relógio diz... duas... horas" (esta última frase sempre dita muito lentamente). Isto era seguido por: "Vamos ver o que está sob o relógio hoje", e os telespectadores, então, viam uma plataforma giratória sob o relógio com certos itens, como animais de brinquedo ou relógios, que eram sempre uma pista para a próxima história. Por exemplo, em uma ocasião o item sob o relógio acabou por ser um ursinho, e assim o apresentador disse: "Que lugar muito estranho para um brinquedo estar!" E a história, de forma adequada, acabou por ser sobre coisas estranhas.
Tanto o relógio quanto a opção de três janelas foram utilizadas pelo programa infantil Tikkabilla, que pegou emprestado muito de Play School, enquanto algo similar ao portal para exibição de filmes foram os monitores de vídeo montados nos abdomens dos personagens da série Teletubbies.
Havia também canções e histórias.
Entre 1971 e 1984, Play School também teve um programa irmão chamado Play Away.